# 愛思維爾基金會獎
愛思維爾基金會獎(英語 : OWSD-Elsevier Foundation Award)是一種獎項，每年颁发给发展中国家特定地区的早期女科学家，包括拉丁美洲和加勒比地区、东亚和东南亚及太平洋地区、中亚和南亚地区以及撒哈拉以南之非洲地区。
自2011年启动以来，组织女性科学家发展组织（OWSD）、Elsevier基金会和世界科学院合作，旨在表彰发展中国家早期女科学家的成就，起初称为Elsevier基金会-OWSD发展中国家年轻女科学家奖。 这一奖项面向生活和工作在81个发展中国家之一的女性科学家。 被提名者通常在获得博士学位后的十年内提名。
目前每年最多授予五名获奖者：分别来自四个OWSD认可地区的一名，以及额外的一名杰出候选人。奖项每年轮换设立三个一般领域的主题：生物科学（农业、生物学和医学）、工程/创新与技术以及物理科学（包括化学、数学和物理学）。 2022年有六名获奖者，因为有两名杰出候选人被认可。
从2014年起，该奖项包括5000美元的荣誉金、整年使用Elsevier的ScienceDirect出版数据库的权限以及前往年度美国科学促进会会议的旅费支付的旅行。

## 來源
1. 1 2 3 4
2. ↑  . owsd.net.   [2019-12-27]. （原始内容存档于2023-02-20）.
3. ↑  . Elsevier. 11 December 2012  [12 April 2018].
4. 1 2  . Elsevier.   [6 December 2019]. （原始内容存档于2023-05-14）.
5. ↑  . The World Academy of Sciences. 10 April 2013  [11 April 2018]. （原始内容存档于2024-05-29）.
6. ↑  . Organization for Women in Science for the Developing World.   [6 December 2019]. （原始内容存档于2023-02-20）.